# John Thaw
John Edward Thaw, CBE (3 de enero de 1942 - 21 de febrero de 2002) fue un actor inglés de televisión, teatro y cine, conocido sobre todo por su papel protagonista en las series de televisión Inspector Morse como el Detective Inspector Jefe Endeavour Morse y The Sweeney como el Detective Inspector Jack Regan.

## Primeros años
Nacido en Gorton, Manchester, hijo de John Edward ("Jack") Thaw, montador de herramientas en la fábrica de aviones Fairey Aviation Company, más tarde camionero de larga distancia, y Dorothy (de soltera Ablott), Dorothy se marchó cuando él tenía siete años.Él y su hermano menor, Raymond Stuart (Ray), tuvieron una infancia difícil debido a las largas ausencias de su padre. Thaw creció en Gorton y Burnage, y asistió a la Ducie Technical High School for Boys, obteniendo sólo un O level. Ingresó en la Real Academia de Arte Dramático (RADA) a los 16 años (dos años menor de edad) y ganó el premio Vanburgh de la Academia. Ray emigró a Australia a mediados de la década de 1960.

## Carrera profesional
En 1960, Thaw debutó en el teatro en A Shred of Evidence, en el Liverpool Playhouse, y consiguió un contrato con el teatro. Su primer papel en el cine fue un pequeño papel en The Loneliness of the Long Distance Runner (1962), protagonizada por Tom Courtenay, y también actuó junto a Sir Laurence Olivier en Semi-Detached (1962). En 1963/64, apareció en varios episodios de la serie de la BBC Z-Cars como detective. Entre 1964 y 1966, protagonizó dos series de la producción de ABC Weekend Television/ITV Redcap, en las que interpretaba al duro policía militar sargento John Mann. También participó como estrella invitada en uno de los primeros episodios de Los Vengadores. En 1967 apareció en Bat Out of Hell y en la serie de Granada TV/ITV, Inheritance, junto a James Bolam y Michael Goodliffe; en obras de televisión como The Talking Head, y en episodios de series como Budgie, donde interpretaba a un afeminado dramaturgo fracasado con barba y acento galés.
Thaw sólo tenía 32 años cuando fue elegido para protagonizar The Sweeney (1975-1978), aunque muchos espectadores pensaron que era mayor. Su papel de Jack Regan, detective de la brigada de vuelo, duro de pelar y de hablar, le consagró como una gran estrella en el Reino Unido. Siguió a esta serie dramática la comedia Home to Roost (1985-1990), coprotagonizada por Reece Dinsdale, sobre un padre divorciado cuyo hijo adolescente vuelve a vivir con él tras haber elegido de niño vivir con su madre. La serie duró cuatro temporadas.
Fue su papel de detective inspector jefe Endeavour Morse en Inspector Morse (1987-93, con especiales posteriores hasta 2000), el que cimentó su fama. Junto a su estirado sargento detective Robert "Robbie" Lewis (Kevin Whately), Morse se convirtió en un personaje de alto perfil: "un cascarrabias cognitivo con su amor por la música clásica, su bebida, su Jaguar clásico y sus ataques de melancolía". Según The Guardian, "Thaw era el Morse definitivo, gruñón, obsesionado con los crucigramas, borracho, ligeramente antifeminista y pedante con la gramática". El inspector Morse se convirtió en una de las series de televisión más queridas del Reino Unido; en su momento álgido, a mediados de los 90, la audiencia alcanzó los 18 millones de espectadores, aproximadamente un tercio de la población británica. Ganó el premio al "Actor más popular" en los Premios Nacionales de Televisión de 1999 y obtuvo dos premios BAFTA por su papel de Morse.
Posteriormente interpretó al abogado liberal de clase trabajadora James Kavanagh en Kavanagh QC (1995-99, y un especial en 2001). Thaw también apareció en dos comedias: Thick as Thieves (London Weekend/ITV, 1974), con Bob Hoskins, y Home to Roost (Yorkshire/ITV, 1985-90). Thaw es conocido en Estados Unidos sobre todo por la serie Morse, así como por la serie de la BBC A Year in Provence (1993), con Lindsay Duncan.
Apareció en varias películas para el director Richard Attenborough, entre ellas Cry Freedom, donde interpretó al ministro de Justicia conservador sudafricano Jimmy Kruger (por la que recibió una nominación al BAFTA al mejor actor de reparto), y Chaplin junto a Robert Downey Jr.
Thaw también apareció en la adaptación televisiva del libro de Michelle Magorian Goodnight Mister Tom (Carlton Television/ITV). Ganó el premio al drama más popular en los Premios Nacionales de Televisión de 1999.
En las décadas de 1970 y 1980, Thaw participó en producciones de la Royal Shakespeare Company y el National Theatre.
Fue protagonista de This Is Your Life en 1981, cuando fue sorprendido por Eamonn Andrews en el vestíbulo del National Theatre de Londres.

## Vida privada
En 1964, Thaw se casó con Sally Alexander, activista feminista y directora de escena, actualmente profesora de Historia en Goldsmiths, Universidad de Londres. Se divorciaron cuatro años más tarde. Conoció a la actriz Sheila Hancock en 1969, en el rodaje de So What About Love?. Ella estaba casada con el también actor Alexander "Alec" Ross. Tras la muerte de su marido (de cáncer de esófago) en 1971, Thaw y Hancock se casaron el 24 de diciembre de 1973 en Cirencester. Permanecieron juntos hasta la muerte de él en 2002 (también de cáncer de esófago).
Tuvo tres hijas (todas ellas actrices): Abigail de su primer matrimonio con Sally Alexander, Joanna de su segundo matrimonio con Sheila Hancock, y también adoptó a la hija de Sheila Hancock, Melanie Jane, del primer matrimonio de Hancock con Alec Ross. Su nieta Molly Whitmey hizo un cameo en el episodio Oracle de Endeavour (serie 7, episodio 1, emitido el 1 de febrero de 2020) como la versión más joven de su abuela Sally Alexander.
Thaw era un socialista comprometido y un partidario de toda la vida del Partido Laborista. Fue nombrado Comendador de la Excelentísima Orden del Imperio Británico (CBE) en marzo de 1993 por la reina Isabel II. En septiembre de 2006, Thaw fue votado por el público en general como el número 3, después de David Jason y Morecambe and Wise, en una encuesta de las 50 estrellas más grandes de la televisión de los últimos 50 años.

## Enfermedad y muerte
Bebedor empedernido hasta que se hizo abstemio en 1995, y fumador empedernido desde los 12 años, a Thaw le diagnosticaron cáncer de esófago en junio de 2001 y se sometió a quimioterapia con la esperanza de superar la enfermedad. Sin embargo, justo antes de las Navidades de 2001 le informaron de que el cáncer se había extendido y el pronóstico era terminal.
Falleció el 21 de febrero de 2002, siete semanas después de cumplir 60 años, al día siguiente de firmar un nuevo contrato con la ITV y la víspera del cumpleaños de su esposa. En el momento de su muerte vivía en su casa de campo, cerca de los pueblos de Luckington y Sherston, en Wiltshire, y fue incinerado en Westerleigh, cerca de Yate, en el sur de Gloucestershire, en un servicio privado. El 4 de septiembre de 2002 se celebró un servicio fúnebre en la iglesia de St Martin-in-the-Fields, en Trafalgar Square, al que asistieron 800 personas, entre ellas Carlos, Príncipe de Gales, Richard Attenborough, Tom Courtenay y Cherie Blair.

## Actuaciones en televisión, cine y teatro

### Series de televisión
| Año                   | Título                             | Rol                                                       | Notas                                        |
| --------------------- | ---------------------------------- | --------------------------------------------------------- | -------------------------------------------- |
| 1961                  | The Younger Generation             | Cliente / Max / Edward / Charlie / Peter / Denny / Martin |                                              |
| 1963–1965             | Edgar Wallace Mysteries            | Alan Roper / David Jones                                  | "Five to One" / "Dead Man's Chest"           |
| 1963                  | Z Cars                             | Detective Constable Elliot                                |                                              |
| 1964–1966             | Redcap                             | Sargento John Mann                                        | 2 series                                     |
| 1966                  | Bat Out of Hell (TV series)        | Mark Paxton                                               | Cinco episodios                              |
| 1967                  | Inheritance                        | Will Oldroyd                                              |                                              |
| 1969                  | Strange Report                     | Inspector Jenner                                          | Episodio: "Venganza - Cuando un hombre odia" |
| 1972                  | The Frighteners                    | Wood                                                      | Episodio: "Viejos camaradas"                 |
| 1974                  | Thick As Thieves                   | Stan                                                      |                                              |
| The Capone Investment | Tom                                |                                                           |                                              |
| 1975–1978             | The Sweeney                        | Detective Insp. Jack Regan                                | 4 series y 2 películas                       |
| 1984                  | Mitch                              | Mitch                                                     |                                              |
| 1985–1990             | Home to Roost                      | Henry Willows                                             | 4 series                                     |
| 1987–2000             | Inspector Morse                    | Detective Inspector Jefe Endeavour Morse                  | 33 películas para televisión                 |
| 1991                  | Stanley and the Women              | Stanley Duke                                              |                                              |
| 1992                  | A Year in Provence                 | Peter Mayle                                               |                                              |
| 1995–2001             | Kavanagh QC                        | James Kavanagh, Q.C.                                      | 6 series                                     |
| 1999                  | Plastic Man                        | Joe McConnell                                             |                                              |
| 1999                  | La Segunda Guerra Mundial en color | Narrador                                                  |                                              |
| 2000                  | Monsignor Renard                   | Monseñor Augustine Renard                                 |                                              |
| 2001                  | The Glass                          | Jim Proctor                                               | (último papel en televisión)                 |

### Películas y obras de teatro
| Año  | Título                                                                  | Rol                        |
| ---- | ----------------------------------------------------------------------- | -------------------------- |
| 1961 | Serjeant Musgrave's Dance                                               |                            |
| 1962 | Nil Carborundum                                                         | ACI Neville Harrison       |
| 1963 | The Lads                                                                |                            |
| 1964 | I Can Walk Where I Like, Can't I?                                       |                            |
| 1964 | The Other Man                                                           |                            |
| 1966 | The Making of Jericho                                                   |                            |
| 1974 | Regan                                                                   |                            |
| 1977 | Sweeney!                                                                |                            |
| 1978 | Dinner at the Sporting Club                                             |                            |
| 1980 | Drake's Venture                                                         | Francis Drake              |
| 1984 | Killer Waiting                                                          | Major Peter Hastings       |
| 1984 | The Life and Death of King John                                         | Hubert de Burgh            |
| 1985 | We'll Support You Ever More                                             | Geoff Hollins              |
| 1986 | Stainheads                                                              |                            |
| 1987 | "The Sign of Four" (episodio completo de The Return of Sherlock Holmes) | Jonathan Small             |
| 1989 | Bomber Harris                                                           | Sir Arthur 'Bomber' Harris |
| 1993 | The Mystery of Morse                                                    |                            |
| 1994 | The Absence of War                                                      |                            |
| 1996 | Into the Blue                                                           | Harry Barnett              |
| 1998 | Goodnight Mister Tom                                                    | Tom Oakley                 |
| 1999 | The Waiting Time                                                        | Joshua Mantle              |
| 2000 | The Last Morse                                                          |                            |
| 2000 | Inspector Morse: Rest in Peace                                          | Inspector Morse            |
| 2001 | Hidden Treasure / Buried Treasure                                       | Harry (final film role)    |

### Apariciones como invitado
| Fecha                    | Título                            | Título del episodio                                   |
| ------------------------ | --------------------------------- | ----------------------------------------------------- |
| 28 de mayo de 1962       | Probation Officer                 |                                                       |
| 15 de agosto de 1963     | ITV Television Playhouse          | "The Lads"                                            |
| 18 de septiembre de 1963 | Z-Cars                            | "A La Carte"                                          |
| 25 de septiembre de 1963 | Z-Cars                            | "Light the Blue Paper"                                |
| 2 de octubre de 1963     | Z-Cars                            | "A Quiet Night"                                       |
| 16 de octubre de 1963    | Z-Cars                            | "Hide – And Go Seek"                                  |
| 14 de marzo de 1964      | The Avengers                      | "Esprit De Corps"                                     |
| 12 de octubre de 1965    | A Poor Gentleman                  |                                                       |
| 19 de octubre de 1965    | A Poor Gentleman                  |                                                       |
| 31 de octubre de 1965    | The Edgar Wallace Mystery Theatre | "Dead Man's Chest"                                    |
| 29 de septiembre de 1967 | Inheritance                       | "Murder"                                              |
| 1 diciembre1967          | Inheritance                       | "A Man of His Time"                                   |
| 25 de marzo de 1969      | The Borderers                     | "Dispossessed"                                        |
| 28 de junio de 1969      | ITV Saturday Night Theatre        | "The Haunting"                                        |
| 30 de agosto de 1969     | ITV Saturday Night Theatre        | "The Talking Head"                                    |
| 11 de octubre de 1969    | ITV Saturday Night Theatre        | In Another Country                                    |
| 9 de noviembre de 1969   | Strange Report                    | "Report 2475: Revenge – When a Man Hates"             |
| 20 de septiembre de 1970 | Play of the Month                 | "Macbeth"                                             |
| 12 de diciembre de 1970  | Happy Ever After                  | "Don't Walk Away"                                     |
| 25 de junio de 1971      | Budgie                            | "Sunset Mansions or Whatever Happened to Janey Baib?" |
| 5 de octubre de 1971     | Armchair Theatre                  | "Competition"                                         |
| 14 de diciembre de 1971  | Suspicion                         | "I'll Go Along With That"                             |
| 24 de diciembre de 1971  | The Onedin Line                   | "Mutiny"                                              |
| 9 de abril de 1972       | Pretenders                        | "The Paymaster"                                       |
| 21 de julio de 1972      | The Frighteners                   | "Old Comrades"                                        |
| 29 de agosto de 1972     | Armchair Theatre                  | "What Became of Me?"                                  |
| 6 de septiembre de 1972  | ITV Playhouse                     | "Refuge for a Hero"                                   |
| 30 de septiembre de 1972 | The Adventures of Black Beauty    | "The Hostage"                                         |
| 4 de marzo de 1973       | The Rivals of Sherlock Holmes     | "The Sensible Action of Lieutenant Horst"             |
| 26 de abril de 1973      | Menace                            | "Tom"                                                 |
| 16 de mayo de 1973       | BBC Play of the Month             | "Caucasian Chalk Circle"                              |
| 20 de mayo de 1973       | ITV Saturday Night Theatre        | "Passengers"                                          |
| 28 de diciembre de 1973  | The Protectors                    | "Mauro Carpiano"                                      |
| 25 de diciembre de 1976  | The Morecambe & Wise Show         | "1976 Christmas Show"                                 |
| 5 de enero de 1977       | This Is Your Life                 | "Sheila Hancock"                                      |
| 26 de noviembre de 1978  | The South Bank Show               |                                                       |
| 18 de marzo de 1981      | This Is Your Life                 | "John Thaw"                                           |
| 4 de diciembre de 1982   | Saturday Night Thriller           | "Where is Betty Buchus?"                              |
| 1987                     | Sherlock Holmes                   | "The Sign of Four                                     |

### Películas teatrales
| Año  | Título                                     | Rol                            |
| ---- | ------------------------------------------ | ------------------------------ |
| 1962 | Smashing Day                               | Stan                           |
| 1962 | The Loneliness of the Long Distance Runner | Bosworth (no acreditado)       |
| 1963 | Five To One                                | Alan Roper                     |
| 1965 | Dead Man's Chest                           |                                |
| 1968 | The Bofors Gun                             | Featherstone                   |
| 1970 | Praise Marx and Pass the Ammunition        | Dom                            |
| 1970 | The Last Grenade                           | Terry Mitchell                 |
| 1972 | Dr. Phibes Rises Again                     | Shavers                        |
| 1977 | Sweeney!                                   | Detective inspector Jack Regan |
| 1978 | Sweeney 2                                  | Detective inspector Jack Regan |
| 1981 | Killing Heat                               | Dick Turner                    |
| 1987 | Cry Freedom                                | Jimmy Kruger                   |
| 1988 | Business As Usual                          | Kieran Flynn                   |
| 1992 | Chaplin                                    | Fred Karno                     |
| 1996 | Masculine Mescaline                        | El hombre                      |
| 1998 | Goodnight Mister Tom                       | Tom                            |

### Escenario
| Año  | Título                                              |
| ---- | --------------------------------------------------- |
| 1958 | Cymbeline                                           |
| 1958 | As You Like It                                      |
| 1958 | The Cherry Orchard                                  |
| 1958 | Pillars of Society                                  |
| 1958 | The Taming of the Shrew                             |
| 1958 | A Winter's Tale                                     |
| 1958 | The Lady's Not For Burning                          |
| 1958 | Twelfth Night                                       |
| 1958 | Macbeth                                             |
| 1959 | Hobson's Choice                                     |
| 1959 | Paradise Lost                                       |
| 1959 | Antigone                                            |
| 1959 | Alcestis                                            |
| 1959 | Faust                                               |
| 1959 | The Knight of the Burning Pestle                    |
| 1960 | A Shred of Evidence                                 |
| 1960 | The Wind and the Rain                               |
| 1960 | Staircase                                           |
| 1961 | The Fires Raisers                                   |
| 1961 | Chips With Everything                               |
| 1961 | Two into One                                        |
| 1962 | Women Beware Women                                  |
| 1962 | Semi-Detached                                       |
| 1964 | The Father                                          |
| 1967 | Around The World in 80 Days                         |
| 1967 | Little Malcolm And His Struggle Against The Eunuchs |
| 1969 | So What About Love?                                 |
| 1970 | Random Happenings in the Hebrides                   |
| 1971 | The Lady from the Sea                               |
| 1972 | Chinamen                                            |
| 1972 | The New Quixote                                     |
| 1972 | Black And Silver                                    |
| 1972 | The Two of Us                                       |
| 1973 | Collaborators                                       |
| 1976 | Absurd Person Singular                              |
| 1977 | The Two of Us                                       |
| 1978 | Night and Day                                       |
| 1982 | Serjeant Musgrave's Dance                           |
| 1983 | Twelfth Night                                       |
| 1983 | The Time of Your Life                               |
| 1983 | Henry VIII                                          |
| 1984 | Pygmalion                                           |
| 1986 | Two into One                                        |
| 1988 | All My Sons                                         |
| 1993 | The Absence of War by David Hare                    |
| 2001 | Peter Pan                                           |

## Honores y premios
| Año  | Premio                                    | Categoría                                                             | Obra                                     | Resultado |
| ---- | ----------------------------------------- | --------------------------------------------------------------------- | ---------------------------------------- | --------- |
| 1977 | Premio Evening Standard de Cine Británico | Mejor Actor                                                           | "Sweeney!"                               | Ganó      |
| 1988 | Premios BAFTA                             | Mejor actor de reparto                                                | "Cry Freedom"                            | Nominado  |
| 1990 | Premios BAFTA                             | Mejor Actor                                                           | "Inspector Morse"                        | Ganó      |
| 1991 | Premios BAFTA                             | Mejor Actor                                                           | "Inspector Morse"                        | Nominado  |
| 1992 | Premios BAFTA                             | Mejor Actor                                                           | "Inspector Morse"                        | Nominado  |
| 1993 | Premios BAFTA                             | Mejor Actor                                                           | "Inspector Morse"                        | Ganó      |
| 1994 | CBE                                       |                                                                       |                                          | Ganó      |
| 1995 | Aftonbladet Premio de televisión, Suecia  | Mejor Personalidad Extranjera de TV - Masculino (Bästa utländska man) |                                          | Ganó      |
| 1998 | Premio Nacional de Televisión             | Actor más popular                                                     | "Inspector Morse"                        | Ganó      |
| 1998 | Premio especial de reconocimiento         | Actor más popular                                                     | "Inspector Morse"                        | Ganó      |
| 1999 | Premio Nacional de Televisión             | Actor más popular                                                     | "Goodnight, Mister Tom"                  | Ganó      |
| 2000 | Premio Nacional de Televisión             | Actor más popular                                                     | "Monsignor Renard"                       | Nominado  |
| 2001 | Premio Nacional de Televisión             | Actor más popular                                                     | "Inspector Morse" and Academy Fellowship | Ganó      |
| 2002 | Premio Nacional de Televisión             | Actor más popular                                                     | "Buried Treasure"                        | Nominado  |

En los terrenos de St Paul's Covent Garden hay un banco conmemorativo dedicado a Thaw.